# Vladimir Haensel
Vladimir Haensel (Freiburg im Breisgau, 1 de setembro de 1914 — 15 de dezembro de 2002) foi um químico estadunidense e o inventor do processo de reforma catalítica, um processo catalítico para a transformação de petróleo em gasolina. Influenciou a criação de conversores catalíticos para automóveis.